# 九州貿易短期大学
九州貿易短期大学（きゅうしゅうぼうえきたんきだいがく）は、福岡県福岡市大字馬出字千代松原1－130において1950年に設置計画のあった日本の私立短期大学である。

## 概要
- 福岡県福岡市[注釈 1]において設置される予定のあった日本の私立短期大学で、その計画元は九州貿易財団[2]。
- 当時、既存の九州貿易専門学校[注 1]を母体としていた[4]。
- 1949年10月 文部省[注釈 2]に短期大学の設置認可に関する申請を行う[注 2]。
- しかし、開学には至らず、その後も再申請されることもなく終わった[注 3]。

## 学科
- 貿易学科 入学定員200名
- 法律学科 入学定員100名